# Personnages de Soul

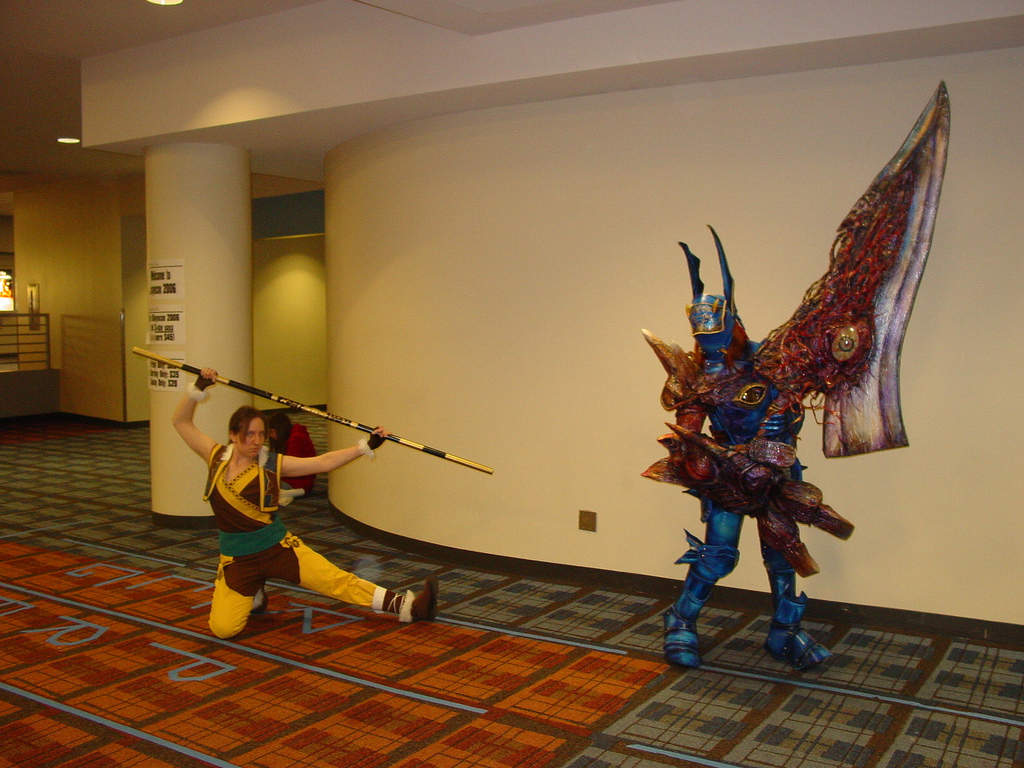
Cosplay de Kilik (à gauche) et Nightmare (à droite)

Cet article présente les personnages des jeux vidéo Soul tel que Soul Edge et Soul Calibur.

## Tableau de représentation
Ce tableau contient tous les personnages jouables au long de la saga selon les opus dans lesquels ils apparaissent. 
Précisons que le tableau ci-contre n'est pas réel, notamment pour Soul Calibur V, ou bien des personnages sont oubliés, ce qui donne un total de 31 personnages au lieu de 23, voire plus, ainsi qu'une grande évolution des styles de combats.
| Personnage                     | SE      | SCI     | SCII    | SCIII   | SCL     | SCIV    | SC:BD   | SCV | SCVI    |
| ------------------------------ | ------- | ------- | ------- | ------- | ------- | ------- | ------- | --- | ------- |
| 2B                             | Non     | Non     | Non     | Non     | Non     | Non     | Non     | Non | [ P 1 ] |
| Abyss                          | Non     | Non     | Non     | [ P 2 ] | Non     | Non     | Non     | Non | Non     |
| Abelia                         | Non     | Non     | Non     | [ P 1 ] | Non     | Non     | Non     | Non | Non     |
| Algol                          | Non     | Non     | Non,    | Non     | Non     | ✔️      | [ 1 ]   | ✔️  | Non     |
| Amy                            | Non     | Non     | Non     | ,       | Non     | ✔️      | [ 2 ]   | Non | [ P 1 ] |
| Angol Fear                     | Non     | Non     | Non     | Non     | Non     | [ P 1 ] | Non     | Non | Non     |
| Arthur                         | Non     | [ P 6 ] | Non     | [ P 1 ] | Non     | Non     | ,       | Non | Non     |
| Ashlotte                       | Non     | Non     | Non     | Non     | Non     | [ P 1 ] | Non     | Non | Non     |
| Assassin                       | Non     | Non     | [ P 6 ] | [ P 7 ] | [ P 7 ] | Non     | Non     | Non | Non     |
| Astaroth                       | Non     | ✔️      | ✔️      | ✔️      | ✔️      | ✔️      | [ 3 ]   | ✔️  | ✔️      |
| Aurelia                        | Non     | Non     | Non     | [ P 1 ] | Non     | Non     | Non     | Non | Non     |
| Azwel                          | Non     | Non     | Non     | Non     | Non     | Non     | Non     | Non | ✔️      |
| Berserker                      | Non     | Non     | [ P 6 ] | [ P 7 ] | [ P 7 ] | Non     | Non     | Non | Non     |
| Cassandra                      | Non     | Non     | ✔️      | ✔️      | Non     | ✔️      | [ 3 ]   | Non | [ P 1 ] |
| Cervantes                      | ✔️      | [ P 2 ] | ✔️      | ✔️      | [ P 7 ] | ✔️      | [ 3 ]   | ✔️  | ✔️      |
| Charade                        | Non     | Non     | ✔️      | [ P 7 ] | Non     | Non     | Non     | Non | Non     |
| Chester                        | Non     | Non     | Non     | [ P 1 ] | Non     | Non     | Non     | Non | Non     |
| Dampierre                      | Non     | Non     | Non     | Non     | Non     | Non     | [ 3 ]   | ✔️  | Non     |
| Dark Vador                     | Non     | Non     | Non     | Non     | Non     | [ P 6 ] | Non     | Non | Non     |
| Demuth                         | Non     | Non     | Non     | [ P 1 ] | Non     | Non     | Non     | Non | Non     |
| Edge Master                    | Non     | ✔️      | Non     | Non     | Non     | Non     | Non,    | ✔️  | Non     |
| Elysium                        | Non     | Non     | Non     | Non     | Non     | Non     | Non     | ✔️  | Non     |
| Ezio Auditore                  | Non     | Non     | Non     | Non     | Non     | Non     | Non     | ✔️  | Non     |
| Galen Marek                    | Non     | Non     | Non     | Non     | Non     | [ P 6 ] | Non     | Non | Non     |
| Geralt de Riv                  | Non     | Non     | Non     | Non     | Non     | Non     | Non     | Non | ✔️      |
| Girardot                       | Non     | Non     | Non     | [ P 1 ] | Non     | Non     | [ P 7 ] | Non | Non     |
| Greed                          | Non     | Non     | Non     | [ P 1 ] | Non     | Non     | [ P 7 ] | Non | Non     |
| Grøh                           | Non     | Non     | Non     | Non     | Non     | Non     | Non     | Non | ✔️      |
| Haohmaru                       | Non     | Non     | Non     | Non     | Non     | Non     | Non     | Non | [ P 1 ] |
| Heihachi Mishima               | Non     | Non     | [ P 6 ] | Non     | Non     | Non     | Non     | Non | Non     |
| Hilde                          | Non     | Non     | Non     | Non     | Non     | ✔️      | [ 3 ]   | ✔️  | [ P 1 ] |
| Hong Yun-seong                 | Non     | Non     | ✔️      | ✔️      | Non     | ✔️      | [ 4 ]   | Non | Non     |
| Hualin                         | Non     | Non     | Non     | [ P 1 ] | Non     | Non     | Non     | Non | Non     |
| Hwang Seong-gyeong             | ✔️      | ✔️      | Non     | ,       | Non     | Non     | 2 6     | Non | [ P 1 ] |
| Inferno/SoulEdge               | ,       | ✔️      | [ P 7 ] | [ P 7 ] | Non     | Non     | Non     | Non | ✔️      |
| Ivy                            | Non     | ✔️      | ✔️      | ✔️      | ✔️      | ✔️      | [ 3 ]   | ✔️  | ✔️      |
| Kamikirimusi                   | Non     | Non     | Non     | Non     | Non     | [ P 1 ] | Non     | Non | Non     |
| Kilik                          | Non     | ✔️      | ✔️      | ✔️      | Non     | ✔️      | [ 2 ]   | ✔️  | ✔️      |
| Kratos                         | Non     | Non     | Non     | Non     | Non     | Non     | ✔️      | Non | Non     |
| Leixia                         | Non     | Non     | Non     | Non     | Non     | Non     | Non     | ✔️  | Non     |
| Li Long                        | ✔️      | Non     | Non     | ,       | Non     | Non     | 2 6     | Non | Non     |
| Link                           | Non     | Non     | [ P 6 ] | Non     | Non     | Non     | Non     | Non | Non     |
| Lizardman (Aeon Calcos)        | Non     | ✔️      | ✔️      | ✔️      | Non     | ✔️      | [ 4 ]   | ✔️  | Non     |
| Lizardman (Usuel)              | Non     | Non     | [ P 6 ] | [ P 7 ] | [ P 7 ] | [ P 7 ] | Non     | Non | Non     |
| Lloyd                          | Non     | Non     | Non     | Non     | ✔️      | Non     | Non     | Non | Non     |
| Luna                           | Non     | Non     | Non     | [ P 1 ] | Non     | Non     | Non     | Non | Non     |
| Lynette                        | Non     | Non     | Non     | [ P 1 ] | Non     | Non     | Non     | Non | Non     |
| Maxi                           | Non     | ✔️      | ✔️      | ✔️      | Non     | ✔️      | [ 5 ]   | ✔️  | ✔️      |
| Miser                          | Non     | Non     | Non     | [ P 1 ] | Non     | Non     | [ P 7 ] | Non | Non     |
| Mitsurugi                      | ✔️      | ✔️      | ✔️      | ✔️      | ✔️      | ✔️      | [ 3 ]   | ✔️  | ✔️      |
| Natsu                          | Non     | Non     | Non     | Non     | Non     | Non     | Non     | ✔️  | Non     |
| Necrid                         | Non     | Non     | [ P 2 ] | Non     | Non     | Non     | ✔️      | Non | Non     |
| Night Terror                   | Non     | Non     | Non     | [ P 7 ] | Non     | Non     | Non     | Non | Non     |
| Nightmare                      | [ P 8 ] | ✔️      | ✔️      | ✔️      | [ P 7 ] | ✔️      | [ 4 ]   | ✔️  | ✔️      |
| Olcadan                        | Non     | Non     | Non     | ✔️      | Non     | Non     | Non     | Non | Non     |
| Patroklos Alexandra            | Non     | Non     | Non     | Non     | Non     | Non     | Non     | ✔️  | Non     |
| Pyrrha Alexandra               | Non     | Non     | Non     | Non     | Non     | Non     | Non     | ✔️  | Non     |
| Raphael                        | Non     | Non     | ✔️      | ✔️      | Non     | ✔️      | [ 4 ]   | ✔️  | ✔️      |
| Revenant                       | Non     | Non     | Non     | [ P 1 ] | Non     | [ P 7 ] | Non     | Non | Non     |
| Rock                           | ✔️      | ✔️      | Non     | ✔️      | Non     | ✔️      | [ 2 ]   | Non | Non     |
| Scheherazade                   | Non     | Non     | Non     | Non     | Non     | [ P 1 ] | Non     | Non | Non     |
| Seong Han-myeong               | [ P 2 ] | Non     | Non     | Non     | Non     | Non     | Non     | Non | Non     |
| Seong Mi-na                    | ✔️      | ✔️      | [ P 2 ] | ✔️      | Non     | ✔️      | [ 4 ]   | Non | ✔️      |
| Setsuka                        | Non     | Non     | Non     | ✔️      | Non     | ✔️      | [ 4 ]   | Non | [ P 1 ] |
| Shura                          | Non     | Non     | Non     | Non     | Non     | [ P 1 ] | Non     | Non | Non     |
| Siegfried                      | ✔️      | ✔️      | [ P 8 ] | ✔️      | ✔️      | ✔️      | [ 3 ]   | ✔️  | ✔️      |
| Sophitia                       | ✔️      | ✔️      | ✔️      | ✔️      | ✔️      | ✔️      | [ 4 ]   | Non | ✔️      |
| Spawn                          | Non     | Non     | [ P 6 ] | Non     | Non     | Non     | Non     | Non | Non     |
| Strife                         | Non     | Non     | Non     | [ P 1 ] | Non     | Non     | Non     | Non | Non     |
| Taki                           | ✔️      | ✔️      | ✔️      | ✔️      | ✔️      | ✔️      | [ 3 ]   | Non | ✔️      |
| Talim                          | Non     | Non     | ✔️      | ✔️      | Non     | ✔️      | [ 2 ]   | Non | ✔️      |
| Tira                           | Non     | Non     | Non     | ✔️      | Non     | ✔️      | [ 3 ]   | ✔️  | [ P 1 ] |
| Valeria                        | Non     | Non     | Non     | [ P 1 ] | Non     | Non     | Non     | Non | Non     |
| Viola                          | Non     | Non     | Non     | Non     | Non     | Non     | Non     | ✔️  | Non     |
| Voldo                          | ✔️      | ✔️      | ✔️      | ✔️      | Non     | ✔️      | [ 4 ]   | ✔️  | ✔️      |
| Xianghua                       | Non     | ✔️      | ✔️      | ✔️      | Non     | ✔️      | [ 4 ]   | Non | ✔️      |
| Yoda                           | Non     | Non     | Non     | Non     | Non     | [ P 6 ] | Non     | Non | Non     |
| Yoshimitsu                     | Non     | ✔️      | ✔️      | ✔️      | Non     | ✔️      | [ 2 ]   | ✔️  | ✔️      |
| Zasalamel                      | Non     | Non     | Non     | ✔️      | Non     | ✔️      | [ 2 ]   | Non | ✔️      |
| Z.W.E.I.                       | Non     | Non     | Non     | Non     | Non     | Non     | Non     | ✔️  | Non     |
| Total                          | 13      | 20      | 27      | 48      | 12      | 38      | 34      | 23  | 29      |
| Notes: 1. 2. 3. 4. 5. 6. 7. 8. |         |         |         |         |         |         |         |     |         |

## Soul Edge/Blade

### Cervantes
Cervantes de León apparaît dans tous les épisodes de la série principale.
Son histoire est expliquée dans Soul Blade.
Cervantes était un pirate avide et sanguinaire qui sillonnait les mers à la recherche de bateaux à aborder. Un jour, il fut engagé par Verci, un riche collectionneur italien, en tant que mercenaire à la recherche de la Soul Edge. On ne sait pas précisément comment se déroulèrent les recherches de Cervantes, toujours est-il qu'il trouva Soul Edge avant de disparaître pendant un certain nombre d'années.
On peut penser sans prendre de risque qu'il écumait l'océan en récoltant des âmes pour l'épée démoniaque. C'est aussi à cette époque qu'il viola une femme dans une taverne, dont naîtra plus tard Ivy. 
Quand Siegfried vint lui prendre l'Arme, un combat effroyable secoua le port, durant lequel un Cervantes en position de faiblesse libéra le pouvoir de l'Épée et se transforma en Inferno.
Malheureusement pour lui, la détermination de Siegfried était grande, et il fut vaincu.

### Hwang
Le style de Hwang Seong-Gyeong est proche de celui de Yun-Seong car ils ont eu le même maître, Seong Han-Myeong. 
Il apparaît dans Soul Blade jusqu'à Soul Calibur II, où il apparaît en tant qu'Assassin. 
Dans Soul Calibur III, il est jouable en tant que personnage bonus. 
Il n'est pas présent dans Soul Calibur IV et V.

### Inferno
Inferno est un personnage d'apparence démoniaque qui copie le style de son ennemi, il est le boss de Soul Calibur et Soul Calibur II.
Son corps ressemble à un squelette recouvert de flammes et peut s'apparenter vaguement à celui de Charade.

### Li Long
Il a un style similaire à celui de Maxi.

### Mitsurugi
- Nom : Heishiro Mitsurugi
- Âge : 29 ans
- Lieu de naissance : Bizen, Japon
- Taille : 1,71 m
- Poids : 65 kg
- Date de naissance : 8 juin
- Groupe sanguin :	AB
- Style de combat : Arme (katana)
- Nom de l'arme :	Korefuji (SoulEdge) et Shishi-Oh (à partir de SoulCalibur)
- Discipline de combat : Tenpu-Kosai-Ryu Kai
- Famille : parents et trois frères, emportés par la maladie

Il est né fils de fermier au Japon mais refusa de se voir dépouiller par la guerre. Mitsurugi prit alors les armes et se fit rapidement un nom parmi les plus grands guerriers et seigneurs du Japon. Pour certains il était un démon, pour d'autres un gardien en ces temps troublés… Mais l'homme ne s'embarrassait pas de telles choses et ne vivait que pour combattre. Il se lançait dans toutes les batailles du Japon et en sortait avec les honneurs, jusqu'à ce qu'apparaisse la plus grande menace pour un homme qui ne vivait que par l'épée : le fusil de Tanegashima.
Afin de surpasser la puissance des armes à feu, Mitsurugi se lança en quête d'une épée plus puissante encore, c'est là qu'il entendit parler de Soul Edge, une arme légendaire. Il tenta de trouver cette arme mais n'avait pas la moindre piste. Après un long voyage, il pensa avoir acquis suffisamment d'expérience pour défaire le fusil par lui-même et en défia un sous les yeux de son seigneur… mais il fut vaincu puis déshonoré. Son seigneur lui confisqua son katana, Korefuji, et le chassa. Mitsurugi se procura une nouvelle épée, Shishi-oh, et repartit se perfectionner, toujours dans l'optique de vaincre le fusil.
Après avoir pris part à plusieurs batailles desquelles il sortait toujours victorieux, il entendit une nouvelle rumeur provenant de l'Ouest, celle-ci parlait d'un Chevalier Azur qui massacrait les populations locales à l'aide d'une épée invincible. Il n'en fallut pas plus à Mitsurugi pour repartir vers le continent. S'il battait cet adversaire exceptionnel et s'emparait de cette fameuse épée, il serait en mesure de battre n'importe quel fusil.
Mais encore une fois, Mitsurugi ne trouva aucun indice, quand il arriva à destination le Chevalier Azur avait déjà été vaincu selon les rumeurs. D'autres disaient que la guerre faisait rage à l'Est, il décida donc de retourner chez lui au plus vite. Finalement, le seul adversaire digne d'intérêt qu'il avait pu trouver était une femme ninja, Taki. Alors qu'il passait la frontière de Xiwei, en Chine, un inconnu qu'il avait sauvé dans une ruelle lui remit un mystérieux fragment de métal en guise de remerciement. C'était un fragment de Soul Edge. Quelque temps plus tard, Mitsurugi fut attaqué par des ninjas habillés comme cette Taki à qui il avait eu affaire lors de ses précédents voyages. Ses pensées se tournèrent vers sa terre natale. À son retour au Japon, il prêta à nouveau main-forte au clan Murakami sur le point d'être exterminé. Il affronta les armées ennemies comme un démon et vint même à bout de ceux qui utilisaient des armes à feu, mais cela ne représentait plus rien à ses yeux. Au terme du combat, il fut félicité par le chef du clan lui-même, mais celui-ci avait compris que le jeune samouraï était tourmenté par une autre cause que celle du clan. Mitsurugi cherchait un adversaire puissant, un défi à relever afin qu'il puisse se prouver sa valeur. Le chef du clan lui apprit alors que les rumeurs au sujet d'un Chevalier en armure azur se répandaient de nouveau en Europe… le lendemain, Mitsurugi se trouvait déjà sur un bateau en direction du continent.
Au cours de son voyage, Mitsurugi croisa bien des guerriers mais il était devenu bien trop fort pour trouver un adversaire à la hauteur. Il en avait acquis la certitude : seul le Chevalier Azur lui proposerait un véritable défi. Cependant plus tard, après avoir vaincu Solnhofen et Johan Dürer, il affronta récemment Dark Vador dont l'issue de ce combat fut inconnu.

### Rock
Pour les articles homonymes, voir Rock (homonymie).
Nathaniel William « Rock » Adams est un lutteur anglais, déjà présent dans Soul Blade.
Son style de combat est similaire à celui d'Astaroth, mais il inclut des charges bestiales et se sert d'une masse d'armes à deux mains et non d'une hache, sauf dans Soul Blade.
Il a un fils adoptif, Bangoo.

### Seong Mi-Na
Similaire à Kilik.
Fille unique du célèbre Seong Han-Myeong, Mi-Na occupe le rôle de grande sœur pour Yun-Seong. 
Son zanbatou ayant une grande allonge et disposant de l'avantage en matière d'impact, elle est mieux équipée pour le combat à distance.

### Siegfried
Nom : Siegfried Schtauffen 
Âge : 23 ans
Lieu de naissance : Ober-Getzenberg, dans le Saint Empire Romain-Germanique
Taille : 1,68 m
Poids : 50 kg
Date de naissance : 6 février
Groupe sanguin : A
Arme de combat : Zweihänder
Nom de l'arme : Faust dans Soul Edge, Requiem dans Soul Calibur 1, 2, 3 et 5, et Soul Calibur dans Soul Calibur 4.
Style de combat : Autodidacte
Famille : Jumeau créé de Soul Edge : Nightmare ; son père est Frederick (Siegfried l'a assassiné) ; sa mère est Margareth.
À 16 ans, Siegfried est le chef d'un groupe de voleurs. Un soir, ils décident d'attaquer un groupe de soldats revenant de la guerre. Siegfried tue le chef des soldats en le décapitant (il pensait garder la tête comme trophée), mais l'éclat de la lune éclaira la tête, or celle-ci appartenait à son père, dont le visage était saisi d'horreur. Siegfried courut vers la forêt et, perdant l'esprit, crut que ce n'était pas lui qui avait tué son père. Il entendit une rumeur sur une épée plus puissante que tout ce qui existait et il pensa alors que c'était le seul moyen de tuer l'assassin de son père. Il trouva cette arme, Soul Edge, mais quand il prit le pommeau, les dents qui ornaient sa garde se resserrèrent sur la main de Siegfried, le transformant ainsi en Nightmare. Il tua nombre de personnes avant d'essayer de revenir à lui mais en vain : quand il dormait, Nightmare reprenait possession de lui, massacrant des innocents. Siegfried vécut avec Nightmare en lui pendant 4 ans. À la suite d'un combat contre Raphael, il réussit à se libérer de l'emprise de l'épée maudite et décida d'expier tous ses péchés. Il transperça Soul Edge avec Soul Calibur et trouva un moyen de la sceller définitivement…

### Sophitia
Sophitia Alexandra aussi surnommée La guerrière sacrée est âgée de 25 ans, elle est grecque et elle est la sœur aînée de Cassandra. Son mari, forgeron, se nomme Rothion. C'est une douce et bienveillante mère de famille qui se bat avec un glaive et un bouclier afin de protéger sa fille Pyrrha et son fils Patroklos. Son épée de base se nomme Omega Sword. Elle tente de détruire Soul Edge pour protéger ses enfants. 
Dans SoulCalibur III, Tira ne cesse de la tourmenter en menaçant de s'en prendre à ses enfants.
Dans l'une des deux fins existantes de la Légende des Âmes de Tira, cette dernière fait de Pyrrha l'hôte pour Soul Edge.
On apprend dans SoulCalibur V que Sophitia est morte tuée par Tira.  Toutefois, Elysium, l'esprit de l'union de SoulCalibur et du corps mort de Sophitia (qui apparaît comme un personnage jouable de l'opus), prend son apparence et sa voix pour mieux guider Patroklos, fils de la défunte guerrière, et l'aider dans sa quête contre Soul Edge.
Dans le guide officiel de SoulCalibur V, on apprend plutôt que la destruction de Soul Edge par Siegfried à la fin de SoulCalibur IV menace la vie de Pyrrha et afin de sauver la vie de sa fille, Sophitia implanta le fragment de l'evil Seed qu'elle avait en elle dans sa fille, sacrifiant sa vie.

### Taki
Taki est une ninja chasseuse de démons de 22 ans (dans le premier épisode) et de 30 ans dans les opus suivants, rivale de Mitsurugi, présente dès le premier opus de la série.
Elle manie des lames courtes afin d'effectuer des attaques rapides.
Dans SoulCalibur IV, elle pourchasse Siegfried afin de l'éliminer, ne pouvant ignorer les atrocités qu'il a commises.
Elle aura pour disciple Natsu (Soulcalibur V).

### Voldo
Voldo est né le 25 août 1541 à Naples en Italie. 
Il était le bras droit et l'élève de Vercci, un marchand d'armes qui s'est fait abattre par le Chevalier Azur. 
Sa mission est d'éliminer ceux qui convoitent l'Épée Maudite. 
Il vit enfermé dans le tombeau de son maître, situé en Mer Méditerranée, et défend les trésors qui s'y trouvent contre les pillards. Ces nombreuses années d'isolement dans l'obscurité l'ont rendu fou et aveugle.
Il manie des gants ornés de lames acérées et utilise la souplesse extrême de son corps afin d'effectuer des feintes, des esquives et des attaques subtiles.

## SoulCalibur

### Arthur
Pour les articles homonymes, voir Arthur.
Arthur est une version alternative de Mitsurugi, dont il est le rival.

### Astaroth
Pour les articles homonymes, voir Astaroth (homonymie).
Astaroth est un golem créé par un ancien culte qu'il a lui-même détruit. 
Rock est le modèle vivant à partir duquel il a été conçu, d'où la similarité de leurs techniques.
Dans SoulCalibur II, il part à la recherche de Soul Edge pour le compte du dieu Arès.

### Ivy
Pour les articles homonymes, voir Ivy.
Isabella « Ivy » Valentine dite aussi Poison Ivy est née le 10 décembre 1563, à Londres. 
Elle fut adoptée par le comte Valentine, issu d'une très riche famille aristocratique britannique, mais ne le saura qu'à la mort de ce dernier. Elle décida de continuer la recherche de Soul Edge entreprit par son défunt père, elle rencontra Nightmare qui donna vie à son épée : Valentine. Alors disciple de Nightmare elle combat le pirate Cervantes de Leon et apprit par la même occasion qu'il était son père biologique.                                        
Traumatisé par cette nouvelle, elle s'enferma dans son laboratoire pour améliorer son épée et la rendre vivante sans l'aide de la Soul Edge, qu'elle décida par la suite d'anéantir.
Ivy s'est assagit tout au long de ses aventures, tantôt disciple de Nightmare qui la trahit, voulant détruire Soul Edge et son père Cervantes de Leon, puis s'alliant et lie un lien d'amitié avec Siegfried, elle regretta son passé et ses pêchés.
Ivy a un lien très fusionnel avec son épée Valentine, comme un compagnon dont elle ne peut se défaire, il lui aura souvent sauvé la vie notamment dans la ending d'Ivy dans le mode arcade de SoulCalibur IV où elle commença à être transformée en statue de glace par Soul Calibur pour la punir de ses pêchés, son épée stoppa la transformation et fit comprendre à sa propriétaire que sa quête n'était pas finie.
Elle utilise une épée fouet (ou épée serpent) avec trois positions de combats. A 49 ans, Ivy est le personnage féminin le plus âgé de la saga et à l'instar de son père Cervantes de Leon, elle ne vieillit plus pour une raison inconnue.
Elle est présente depuis le premier opus de SoulCalibur ainsi que dans ses dérivés : SoulCalibur: Broken Destiny et SoulCalibur Legends

### Kilik
Kilik est l’un des personnages principaux de la série. Il est moine et a pour mission de détruire l’épée maléfique, Soul Edge et de gagner sa rédemption, par conséquent. 
Bien que son arme principale dans les versions précédentes soit le bâton, il apparait comme un personnage 	imitateur qui est capable d’imiter les styles de combat de tous les autres personnages de Soul Calibur V.
```
Âge: 23
```

Lieu de naissance: Inconnu (Il a été élevé dans Ling-Sheng Su Temple en Chine)
Taille: 1,67 m
Poids: 63 kg
Date de naissance: Février 9 
Groupe Sanguin: A
Arme: bâton
Nom de l’arme: Kali-Yuga
Style de combat: L’art secret de Ling-Sheng Su Style  
Kilik était un enfant trouvé qui a été placé sur les marches du temple de Ling-Sheng Su, qui était aussi une école d’arts martiaux, situé dans les monts Kunlun en Chine. Élevé dans le temple, il est devenu l’un de ses meilleurs étudiants, 	et finalement l’un de ses professeurs. Il a développé aussi un rapport fraternel avec Xianglian qui comme lui a été élevée comme une orpheline dans le temple. Finalement, ils ont été choisis comme des héritiers de Kali-Yuga et de Dvapara-Yuga respectivement; des objets qui étaient des trésors sacrés du temple.
Toutefois, avant la cérémonie dans le temple pour leur léguer les objets, la Graine Maléfique est descendue rendant tout le monde fou et les provoquant de s'entre-tuer. En raison de ses compétences impressionnantes de combat et la folie provoquée par la Graine Maléfique, Kilik lui-même a tué un nombre de ses compagnons. Sa sœur adoptive toutefois s’est rendu compte que c’était le miroir, Dvapara-Yuga que la protégeait contre la folie provoqué par la Graine Maléfique et l’a placé sur l’épaule de Kilik, le rendant immune à la folie et se sacrifiant en même temps. 
Sous l’influence de cette folie, elle l’a attaqué. Kilik a essayé de se défendre sans qu’il la blesse, mais en dépit de ça, il a fini par la tuer.
Il était finalement trouvé inconscience par un vieil homme nommé Edge Master. Ce dernier était un professeur et conseiller du temple. Quand il a repris connaissance, il était transi de chagrin quand il s’est rendu compte qu’il a tué sa sœur adoptive. Son sauveteur l’a informé que lui et son arme Kali-Yuga ont été infectées par Soul Edge par la Graine Maléfique.
Edge Master lui a dit également que puisque Dvapara-Yuga était sa seule protection contre cette corruption, il ne doit jamais l’ôter de son épaule afin d’éviter que la corruption le vaincre. 
Pendant trois ans, Kilik s’est entrainé avec Edge Master après quoi il est parti sur la démarche finale de sa quête pour la rédemption et la purification: la destruction de Soul Edge.
Au cours de ses voyages, il a rencontré le pirate Maxi avec qui il s’est battu contre Astaroth. Plus tard, les deux compagnons ont rencontré Xianghua qui à l’insu de Kilik était la sœur de Xianglian. Les trois compagnons ont rencontré Nightmare à Château Ostrheinsburg et pendant qu’ils se battaient contre lui, Dvapara-Yuga était détruit. Toutefois, Kilik a réussi à contrôler la corruption et à rester sain d’esprit. 
Lui et Xianghua également ont combattu contre Inferno après quoi il s’est embarqué dans une série d’aventures y compris une rencontre avec Zalsalamel qui lui a dit qu’il ne pouvait risquer de rencontrer avec Soul Edge sans d’être tout à fait préparé.
Finalement, Kilik est retourné à Edge Master et est resté avec lui pendant trois mois pendant lesquels il a réussi de lui porter un coup purifiant avec Kali-Yuga.
Ensuite, Edge Master lui a donné une lettre écrite par Xianghua et un fragment de Dvapara-Yuga, après quoi il s’est mis en route encore une fois pour réaliser sa quête de détruire Soul Edge.

### Lizardman
Lizardman, de son vrai nom Aeon Calcos, est à la recherche de l'épée maléfique pour retrouver son âme perdue.
Arme et technique de combat : il se bat avec une petite hache et un bouclier, il est très agile et rapide.
Dans Soulcalibur V, il maîtrise deux petites haches. 
Dans Soulcalibur II, il manie un bouclier et un glaive, différents selon ses costumes, et qui ressemblent toujours à l'une des armes bonus de Cassandra ou Sophitia. Ses techniques et ses mouvements sont d'ailleurs souvent proches de celles-ci.

### Maxi
Tout son équipage est mort à cause de Astaroth et il se jure de se venger de ce dernier. Son arme : nunchaku.
Il est ami avec Kilik et Xianghua. Il les sauve assez souvent.
Deviendra le compagnon de voyage de Xiba (Soulcalibur V) à la demande du Edge Master.
Il est présent depuis Soulcalibur dans les trois premiers opus de la série (soulcalibur, soulcalibur II, soulcalibur III) Son style de combat est similaire. Dans le IV et le V son style est devenue bien plus complet selon les joueurs.

### Nightmare
Nightmare est Siegfried transformé par l'épée maléfique Soul Edge dans SoulCalibur II. 
Dans SoulCalibur III, Siegfried arrive à se séparer de Nightmare mais continue à ressentir la présence de la Soul Edge en lui. Il part donc en quête de celle-ci pour détruire définitivement cette arme maléfique.

Quant à Nightmare, il est ressuscité par Zasalamel mais se retrouve sans corps, sous la forme d'une armure vide et cherche à tout prix à récupérer le corps de Siegfried, mort ou vif, afin de retrouver une enveloppe corporelle. Pour assurer sa survie il doit absorber des âmes dont il puise la force : plus une âme est forte plus il devient puissant et inversement.
- Taille : 1,68 m
- Poids : 96 kg
- Arme : Soul Edge

Dans SoulCalibur IV, personne ne sait quand Siegfried est pleinement devenu le tristement célèbre Chevalier Azur, mais personne ne peut oublier les innombrables massacres perpétrés par cette créature.
On disait de ceux qui voyaient les yeux démoniaques du chevalier ne pouvaient échapper à la mort. L'épée de forme grotesque qu'il tenait entre ses mains semblait se repaitre du sang de ses victimes et de celles de l'armée de monstres qui le suivaient au gré de ses massacres. Même les plus valeureux guerriers et les armes à feu ne pouvaient rien contre cette armée démoniaque qui mit à feu et à sang les campagnes et les villages d'Europe de l'Ouest. Cette armée nommée Schwartztrom (Tempête Noire) était formée de Nightmare, le porteur de Soul Edge, Astaroth, un golem assoiffé de sang, Lizardman, qui contrôlait une armée de ses semblables, Tira qui avait la mission de détruire l'épée  spirituelle et de libérer l'épée maléfique et Ivy en qui coulait le sang de l'épée maléfique. En fait, Nightmare projetait de dévorer les âmes de ses alliés une fois qu'il n'aurait plus besoin d'eux, et de garder Tira et Ivy auprès de lui comme hôte de secours.
On disait que Nightmare était un jeune guerrier corrompu par Soul Edge, une arme possédant une volonté propre. Mais personne n'avait été témoin de la transformation. Quand Siegfried Schtauffen s'empara de Soul Edge, l'épée lui promit de ressusciter son père, à la condition de lui offrir suffisamment d'âmes. Siegfried ouvrit alors son cœur à l'épée démoniaque et la Source du Mal fut libérée. Petit à petit, l'esprit de Siegfried se scinda en deux. La partie la plus puissante, celle contrôlée par Soul Edge, prit possession de son corps.
Nightmare se dirigea alors vers le château d'Ostrheinsburg, un lieu que Siegfried avait déjà connu. Là-bas, il trouva suffisamment d'âmes et de souffrances pour redonner son pouvoir à l'épée. Mais lorsque la puissance de l'épée allait atteindre son apogée, le château fut pris par trois individus. L'un d'eux, le porteur de Kali-Yuga, Kilik, affronta Nightmare en duel et vint à bout de lui. Soul Edge fut ensuite détruite par Soul Calibur et Siegfried reprit le contrôle de son corps.
Cependant, Nightmare avait toujours une prise sur lui au travers des fragments de l'épée démoniaque éparpillés dans le monde et, lorsque Siegfried s'endormait, Nightmare redevenait maître de son corps. Nightmare en profita pour rassembler des fragments de Soul Edge et absorber les âmes de nombreuses victimes. Petit à petit, la volonté de Nightmare se fit plus forte que celle de Siegfried. Mais Nightmare eut tort de penser que son contrôle était total. Après avoir rassemblé la plupart des fragments de Soul Edge et lui avoir redonné une partie de sa force grâce aux âmes de ses victimes, Nightmare retourna en Ostrheinsburg et commença un rituel visant à libérer Soul Edge de Soul Calibur. Mais un escrimeur fit irruption et le défia en duel. Nightmare en sortit victorieux mais la volonté de Siegfried lutta pour l'empêcher d'achever Raphaël.
Pendant que Siegfried et Nightmare s'affrontaient pour le contrôle du corps, Raphael porta un coup désespéré qui perça le cœur de Soul Edge. Nightmare ressentit une douleur atroce et le contrôle lui échappa. Siegfried libéra Soul Calibur et la planta dans le cœur de Soul Edge qui fut scellée, mais ce qu'il n'avait pas remarqué, c'est que la volonté de Soul Edge s'était échappée de l'épée pour trouver refuge dans les restes de l'armure azur. Cependant, sans la puissance de l'épée, la volonté maléfique était incapable de faire quoi que ce soit.
Quelque temps après, un homme armé d'une faux visita l'endroit. Il semblait comprendre tout ce qui s'était passé, et conversa mentalement avec l'épée maudite. Après un moment, l'homme accepta de l'aider. L'homme à la faux se livra à un rite ancien. L'énergie de la lame maudite et les esprits qui hantaient l'endroit fusionnèrent et ne firent plus qu'un avec l'armure. L'âme de l'épée regagna son corps et une énorme épée à l'aspect bizarre apparut entre ses mains. Les souvenirs contenus dans l'armure avait pris une forme physique proche de celle de Nightmare. Dotée d'un nouveau corps, Soul Edge libéra sa fureur sur le pays, dévorant tout sur son passage. Les âmes de ceux qui tombaient sous ses coups ne trouveraient jamais le repos, même pas dans la mort.
Pour garder le contrôle de son corps et augmenter sa puissance démoniaque, le Chevalier Azur devait trouver des âmes plus fortes, plus riches, et finalement libérer Soul Edge elle-même. Nightmare y parvint dans la cathédrale perdue où il affronta Siegfried armé de Soul Calibur. Le torrent d'énergie créé par les deux épées au sommet de leur puissance blessa grièvement le faible corps artificiel que Nightmare avait reçu de Zasalamel, et quand il se réveilla en Ostrheinsburg, l'épée avait fusionné avec le corps qui avait regagné une puissance sans pareil. De plus, les fragments de l'épée maudite éparpillés de par le monde avait également rejoint le cœur de Nightmare. Au sommet de sa puissance, il attendit patiemment le retour de Soul Calibur pour leur ultime combat…

### Xianghua
Xianghua  est une jeune guerrière chinoise qui a été accompagnée de Kilik et Maxi pour détruire Soul Edge. Elle a possédé Soul Calibur et est amoureuse de Kilik.
Plus tard, pour une raison inconnue, elle se sépara de Kilik et épousa un général de la Dynastie Ming. Ils eurent une fille nommé Leixia ( Soul Calibur V ) et un fils nommé Leixin. Des années plus tard, Leixia s'entraina avec enthousiasme à l'épée car elle rêvait de vivre de grandes aventures comme sa mère.
Héritant du fragment du Dvapara-Yuga, elle décide de partir à l'aventure et de fuir le mariage arrangé par ses parents. Elle rencontra tout d'abord, Natsu (Soulcalibur V), qu'elle admire pour son style de combat. Natsu est la disciple de Taki et accompagnera Leixia dans ses aventures. 
Elle rencontra par la suite Xiba, ayant hérité du Kali-Yuga et accompagné de Maxi qu'il considère comme son grand frère. Xiba apprécia la compagnie de Leixia surtout pour ses talents culinaires. Leixia, bien que Xiba trouvant immature, l'accepte comme compagnon de voyage ainsi que Maxi.
Ils rencontrèrent par la suite Patroklos (Soulcalibur V)...

### Yoshimitsu
Yoshimitsu  est un ninja du clan Manji apparaissant également dans la série des Tekken à la différence que le bras artificiel du Yoshimitsu de SoulCalibur est le droit alors que dans Tekken, c'est le gauche. De même, Yoshimitsu est droitier dans SoulCalibur et gaucher dans Tekken.

## SoulCalibur II

### Cassandra
Biographie issue du jeu Soul Calibur II :
- Nom : Cassandra Alexandra
- Âge : 21 ans
- Lieu de naissance : Athènes, Grèce
- Taille : 1,64 m
- Date de naissance : 20 juillet
- Groupe sanguin : B
- Arme : Épée courte & Petit bouclier
- Nom de l'arme : Omega Sword & Nemea Shield
- Discipline : Style Athénien

Histoire :
Il y a de cela sept ans, Cassandra a vu une mystérieuse asiatique ramener sa sœur Sophitia grièvement blessée, puis extraire de ses plaies des fragments de l'épée maléfique.
Lorsque Sophitia s'en alla à nouveau quelques années plus tard, Cassandra comprit aussitôt que Soul Edge était réapparue.
Un jour en revenant du marché, Cassandra décida de rendre visite à sa sœur. Lorsqu'elle arriva, les enfants de Sophitia se disputaient un morceau de métal qui ressemblait étrangement aux fragments de Soul Edge.
Troublée par la réaction de panique de sa sœur, Cassandra prit le fragment et se précipita au temple d'Héphaïstos.
« Vous vous prétendez tout puissant ? Alors pourquoi faites-vous subir cela à ma sœur ?! » hurla-t-elle.
Sa voix résonna dans le temple désert. Cassandra s'effondra en larmes. C'est alors qu'elle remarqua que le fragment vibrait à proximité de l'épée qui se trouvait sur l'autel.
Elle comprit que Soul Edge existait encore, mais elle refusa de laisser sa sœur porter à nouveau le fardeau de sa destruction.

### Charade
Charade est un personnage de SoulCalibur 2 et 3.
Jadis, il était un homme idéaliste et las des guerres. 
Quand il entendit parler des légendes de Soul Edge, il partit à la recherche de fragments de l'épée. Après en avoir trouvé quelques-uns, il est assassiné par des bandits qui jetèrent son corps dans un ravin, tenant toujours les précieux fragments. Les morceaux de l'épée sont alors reliés par la volonté de cet homme de conserver ses précieux fragments.
Son corps est formé d'un œil qui relie les fragments de l'épée entre eux.
Il copie le style de combat de son adversaire en scannant son esprit et fabrique les armes adéquates à partir de son propre corps.

### Yun-seong
Il se bat avec un sabre, employant des techniques de Qwan ki Do. Il est très agile. 
Il est l'élève de Seong Han-Myeong et a été élève avec Hwang. Il considère Seong-Mina comme sa sœur.

### Necrid
Necrid est un démon vraisemblablement venu d'un autre monde et potentiellement un ancien possesseur de Soul Edge. 
Il apparaît uniquement dans SoulCalibur 2. 
Le personnage a été créé spécialement pour le jeu par Todd McFarlane, le célèbre créateur de Spawn. 
Autrefois, Necrid était un guerrier humain partant à la recherche de l'épée maudite pour s'acquérir ses pouvoirs. Mais Necrid ne prit pas garde au pouvoir corrompu de l'épée et son corps et sa mémoire lui furent arrachés.
Necrid est imposant : sa taille et sa musculature en font un adversaire intimidant. Il possède un bras démoniaque ainsi qu'une sorte de générateur d'énergie sur le torse qui lui permet de matérialiser ses armes à l'aide de Maléficus (Enigma), son « arme principale ».
Son style de combat ne ressemble à aucun autre car il reprend des attaques de certains personnages en plus de ses attaques propres (Nightmare, Cervantes, Voldo, Astaroth, Taki, Ivy et Maxi), ce qui le rend redoutable et imprévisible.
Le personnage Necrid n'a guère été apprécié par la critique mais la plupart des fans de SoulCalibur 2 ne sont pas de cet avis.

### Raphael
Nom : Raphael Sorel 
Age de. : 32 ans 
Lieu de naissance : Rouen, Empire français 
Taille : 1,78 
Poids : 72 kilos 
Date de naissance : 27 novembre
Groupe sanguin : A 
Arme : Rapière 
Nom de l'arme : Flambert 
Discipline : La Rapière des Sorel 
Famille : Fille adoptive, Amy 
Il manie une rapière avec un style de combat rapide et technique. 
Il défie Siegfried (alors possédé par Soul Edge) lors de sa seconde venue à Ostreinbhurg mais perd le combat. Au moment de l'achever, Siegfried reprend possession de son corps et lui laisse la vie sauve. 
Il cherche à récupérer Soul Edge afin de bâtir un monde nouveau pour lui et sa « fille » adoptive, Amy.
Dans SoulCalibur 4, son aspect a changé dans le dernier volet de la série, et il s'apparente désormais plus à une sorte de vampire (cernes marquées, teint pale, yeux rouges, médaillon en forme de chauve-souris, son attaque ultime consiste à mordre son ennemi au cou pour absorber son énergie vitale).  
Une fois Soul Calibur récupérée, il assassine ses serviteurs afin de bâtir un nouveau monde où lui et Amy rêgneraient.

### Talim
Talim est étonnamment innocente et douce, en contraste avec le reste de la distribution de la série Soul, souvent tentant de dissuader les opposant de se battre, et constamment preuve de miséricorde envers ses ennemis vaincus.
Ses commentaires révèlent souvent le doute de soi et d'inquiétude. Elle ne blâme pas souvent les autres pour leurs actions, comme le montre sur SoulCalibur IV se terminant où elle pardonne Algol pour ses actions, et elle va ressusciter les personnages morts qui étaient proches de certains autres personnages, comme indique la fin, où elle ressuscite le fils d'Algol, Arcturus.
Elle a une capacité de lire le vent, souvent en prenant conseil auprès de lui, ainsi que demander le vent pour la guider dans son voyage.
Dans l'ensemble, elle est un personnage bienveillant, et est donc aligné avec de bons personnages.

### Berserker
Il est présent dans Soul Calibur 2 en tant que personnage bonus.
Berserker est Rock en mercenaire pendant la guerre dans son pays.
A la fin de la guerre de son pays, il a été assassiné par son fils.
Il a le même style qu' Astaroth.

## SoulCalibur III

### Abyss
Abyss est la forme évoluée de Zasalamel grâce à l'une des deux épées légendaires.
L'arme d'Abyss est une faux maudite à la lame violette nommée Irkalla, possédant les mêmes pouvoirs que Kafziel, l'arme de Zasalamel.

### Amy
Amy apparait pour la première fois dans l'ouverture de Soul Calibur II, où elle ment à des soldats pour sauver Raphaël. 
Celui-ci décide de l'adopter en tant que père. 
Elle a 14 ans dans le jeu Soul Calibur IV et elle utilise une épée semblable à celle de Raphaël et à des attaques tout aussi semblables. Elle perd la mémoire dans Soulcalibur V et s'apparente désormais sous le nom de Viola, bien qu'elle ne se souvienne plus de sa vie passé...

### Night Terror
Night Terror est une incarnation de la fureur destructrice de Nightmare. C'est un personnage bonus à affronter dans le mode histoire de Soul Calibur III sous certaines conditions.

### Setsuka
Bien que d'origine européenne, elle fut élevée au Japon. Sa peau clair et ses yeux furent sujet de moqueries de la part du peuple japonais.
Un jour, elle fut recueillie par un homme qui lui offrit un kimono ainsi qu'un nom : Setsuka (fleur des neiges).
Cet homme se montra être un ancien garde du corps et enseigna à la jeune femme son art de l'épée.
Un jour, Setsuka retrouva son maître gravement blessé : il s'était battu mais n'avoua rien à sa protégée, il continua à entraîner Setsuka jusqu'à son lit de mort où il lui avoua le nom de son adversaire : Mitsurugi. Depuis ce jour, Setsuka ne vit que pour la vengeance et a juré de terrasser Mitsurugi.
Elle est brune aux yeux marron dans Soul Calibur 3 pour devenir blonde aux yeux bleu dans le 4.
Dans Soulcalibur V, elle prendra pour disciple Patroklos, qui deviendra Alpha Patroklos (il adoptera le même style de combat que Setsuka).

### Tira
Tira (ティラ) est l'un des trois personnages à avoir fait son entrée dans Soul Calibur III.
Il existait une organisation secrète appelée les Oiseaux de passage, qui avait pour tâche d'éliminer les ennemis des plus puissants. 
Tira était un assassin élevé dans cette organisation. Le meurtre était devenu sa seconde nature devant alors tuer régulièrement pour ressentir l'euphorie de la mort.
Quand la Source du Mal s'abattit, Tira était en mission et sa hiérarchie s'effondra soudainement. Elle se retrouva libérée du monde souterrain.
Depuis, elle oublia où elle se trouvait lorsque cet événement se produisit. 
Pendant un temps, elle fut recueillie par une famille dans une ville ordinaire et mena une vie tranquille. Mais cela ne dura pas : à cause d'un simple incident, elle tua toute sa famille.
C'est alors qu'elle commença à vagabonder, tuant ceux qui croisaient son chemin. Elle devint tellement sensible que le plus petit bruit d'arme la rendait morose ou folle.
Un jour, elle apprit l'existence de Nightmare, et elle fut excitée à l'idée de trouver ce-dernier. Suivant la piste de ses massacres, elle traqua le Chevalier Azur. « Enfin quelqu'un à qui je vais pouvoir me donner entièrement… », pensa-t-elle.
Désormais, elle est au service de l'épée maléfique, agissant dans l'ombre et contrôlant une nuée de corbeaux. Deux missions dictent sa vie : La première est de détruire l'épée spirituelle et de libérer l'épée maléfique. La seconde est de trouver un nouvel hôte pour l'épée maudite.
Dans Soul Calibur IV, Tira apparaît avec des cheveux noirs et un costume rouge. Ce nouveau style doit être la conséquence de sa possession par l'épée Soul Edge. 
À la suite du combat titanesque opposant Siegfried à Nightmare, l'esprit de Tira fût brisé en deux entités bien distinctes ! Sa folie et ses pulsions meurtrières ne connaissent désormais que peu de limites ! Dans le mode histoire de Nightmare, elle était le personnage suivant jouable si Nightmare était mis K.O., puis son âme fut dévorée avant le combat final contre Siegfried.
Son arme en forme de cerceau (une Chakram) absorbe désormais les âmes de ses victimes pour nourrir la Soul Edge.
Dans Soulcalibur V elle assassine Sophitia pour que Pyrrha,la fille de Sophitia devienne le nouvel hote de Souledge.

### Zasalamel
Zasalamel (ザサラメール, Zasaramēru) apparaît dans SoulCalibur III. 
Bien que les origines exactes de Zasalamel ne soient pas révélées, la plupart de ses techniques sont nommées d'après des dieux babyloniens, il se pourrait donc qu'il soit issu de cette période. On sait néanmoins d'après la séquence d'introduction du mode Légende des Âmes qu'il faisait autrefois partie d'une tribu occulte dont le but était de garder et protéger Soulcalibur. Il manqua à ses devoirs (nous n'avons pas de précisions à ce sujet) et fut banni de sa tribu.
En exil, il apprit l'art de la réincarnation : grâce ou à cause de cet apprentissage, Zasalamel se réincarne perpétuellement à chacune de ses morts.
Il dit de sa propre condition qu'elle est insupportable, car le fait de devoir affronter plusieurs fois la mort est bien pire que de mourir définitivement, et c'est pourquoi il est à la recherche de Soulcalibur et Souledge.
Il possède en outre le pouvoir d'apercevoir le futur à travers son œil gauche ainsi que bien d'autres connaissances magiques et occultes. 
Dans Soulcalibur III, il est vêtu comme une divinité de la mort et dans Soulcalibur IV, son costume alternatif est constitué d'une capuche noire et d'une cuirasse en os.
Zasalamel est l'un des trois personnages introduits pour la première fois dans  Soul Calibur III, avec Tira et Setsuka. Sa première apparition est dans une bande-annonce du jeu sous forme de silhouette sombre, sous les titres de L'énigme et Le maître du jeu avant que son vrai nom ne soit révélé.
Dans le mode « Légendes des Âmes », Zasalamel fait office de grand méchant. On le rencontre deux fois :
1. L'on doit se battre contre lui dans le stage « Clock Tower » (sa propre arène)
2. L'on doit l'affronter une seconde fois dans le dernier stage, où il se transforme en son alter-ego, Abyss, qui sert donc de « boss de fin ».

Son arme est une faux ornée, nommée Kafziel, puissante et ayant une bonne allonge.
Il peut attirer ses ennemis avec certaines de ses techniques, il n'a donc pas besoin de beaucoup se déplacer.
Avec des techniques aussi redoutables, on comprend que Zasalamel est un ennemi dont on doit se méfier.

### Personnages bonus
Notes : ces personnages peuvent être gagnés dans le mode « histoire ».

## SoulCalibur IV

### Algol
Pour les articles homonymes, voir Algol.
Le personnage boss de Soul Calibur IV.
À la fois le seul être humain possédant une volonté et une sagesse assez fortes pour résister à l'influence maléfique de Souledge, ainsi que le créateur de Soulcalibur, Algol décida de créer cette épée à la suite de la mort de son fils qu'il dût tuer après que ce dernier fut victime de l'influence de Souledge.  Algol est l'humain qui a réussi à posséder en lui les pouvoirs réunis de Soul Edge et de Soul Calibur, faisant de lui une arme vivante : de sa main droite sort le pouvoir de Soul Edge, de la gauche, Soul Calibur (qui lui sert aussi de bouclier) et de son dos, des épines comparables à l'échine de Nightmare. On suppose que son pouvoir vient de l'implantation de fragments des deux épées dans ses bras (les longues cicatrices mal cousues le long de ses bras seraient donc expliquées). 
Il possède une longue et large balafre sur le visage, débutant sur le front, passant sur l'œil gauche et se terminant sur la lèvre inférieure. Il est coiffé de cheveux blancs-argentés allant vers l'arrière et avec sept tresses (en référence visible à Samson).
On l'appelle communément le Roi Héroïque.
Souvent interprété comme un personnage maléfique, Algol sait pourtant se montrer bon et généreux envers certains adversaire.  Lorsque Sophitia l'affronte, il empêche Souledge de dévorrer cette dernière et lui permet de retrouver son enfant.  D'autres personnages, tel Setsuka et Yoshimitsu, savent reconnaitre le bon en lui et détruisent l'être surnaturel qu'il est devenu, épargnant l'humain qu'il est redevenu. Talim lui permet d'être réuni avec son fils. Astharoth lui absorbe l'énergie de Soul Edge.

### Dampierre
Personnage bonus de la version PSP, Geo Dampierre « Le Bello » est un personnage armé de deux dagues dissimulées (qui ne vont pas sans rappeler Altaïr d'Assassins Creed !).
Peu puissant, il possède cependant une multitudes de coups et de combos… ainsi qu'un grand sens de la feinte ! En effet, Dampierre peut aisément feindre une douleur après un coup porté pour que l'ennemi baisse sa garde et ainsi se fasse avoir par un coup plus que fourbe. 
Accessoirement, il est plutôt pervers sur les bords comme on peut le constater dans le mode « Le Défi », mode histoire de Broken Destiny.

### Hilde
Hildegarde Von Krone (ヒルデガルドフォンクローネ) est la fille du seigneur d'un royaume européen fictif, Wolfkrone, assailli par les forces de Nightmare.
Le directeur Katsutoshi Sasaki décrit Hilde comme l'une des plus séduisantes femmes dans SoulCalibur IV, parce qu'elle est « une guerrière brave et noble qui se bat avec la grâce de la ruse, l'aide d'une épée courte pour les attaques rapides et une lance pour faire un peu de sérieux dégâts à partir de loin ».[réf. nécessaire] 
Hilde peut alterner entre sa lance et son glaive durant les combats.
Le premier costume de Hilde se compose d'une armure décorée d'un motif représentant un loup, une tenue vestimentaire inhabituelle, étant donné la réputation de la série Soul pour la plupart des personnages féminins en général peu vêtues. Le second costume de Hilde est une robe bleue et de longs cheveux roux.
Son père a perdu la raison à cause des pluies destructrices de l'Evil Seed qui l'ont transformé en animal. Après être tombé dans la folie, le roi a été condamné à vivre le reste de ses jours dans une chambre isolée, située au sommet de la tour du château de Wolfkrone. Avec le roi fou, le royaume se tourna vers Hilde pour reprendre la place de son père sur le trône malgré son jeune âge. Hilde a été en mesure de résister aux forces d'invasion du Chevalier d'Azur en s'alliant aux puissances alentour.
Hilde a consacré une grande partie de sa jeunesse à protéger et à guider Wolfkrone. Elle n'a pas connu de véritable enfance et a été contrainte à prendre tôt des décisions d'adultes. Hilde est disciplinée, devenant émotionnellement et physiquement plus forte au fil des ans.

## Invités
- SoulCalibur 2
  - Link (GameCube)
  - Spawn (Xbox)
  - Heihachi Mishima (PlayStation 2)
- SoulCalibur Legends
  - Lloyd Irving
- SoulCalibur IV
  - Galen Marek
  - Yoda (Xbox 360)
  - Dark Vador (PlayStation 3)
- SoulCalibur: Broken Destiny
  - Kratos
- SoulCalibur V
  - Ezio Auditore
  - Devil Jin
- SoulCalibur VI
  - Geralt de Riv
  - 2B (DLC)
  - Haohmaru (DLC)